# 樊世緒
樊世緒（1522年—1571年），字子述，號北燕，順天府霸州人，民籍，明朝政治人物。

## 生平
嘉靖三十一年（1552年）壬子科順天府鄉試第一百名舉人。嘉靖四十四年（1565年）中式乙丑科三甲第七名進士。户部观政，本年六月授行人，隆慶二年（1568年）二月升左司副，三年十一月升司正，五年六月卒。

## 家族
曾祖樊琮；祖父樊昂；父樊夔，義官。嫡母章氏；生母陶氏。